# 三芳基甲烷染料
三芳基甲烷染料（英語：Triarylmethane dye）是指甲烷分子中的三个氢被苯或萘等芳基取代而形成发色结构的一类染料。

## 主要染料

酚类染料
酚酞
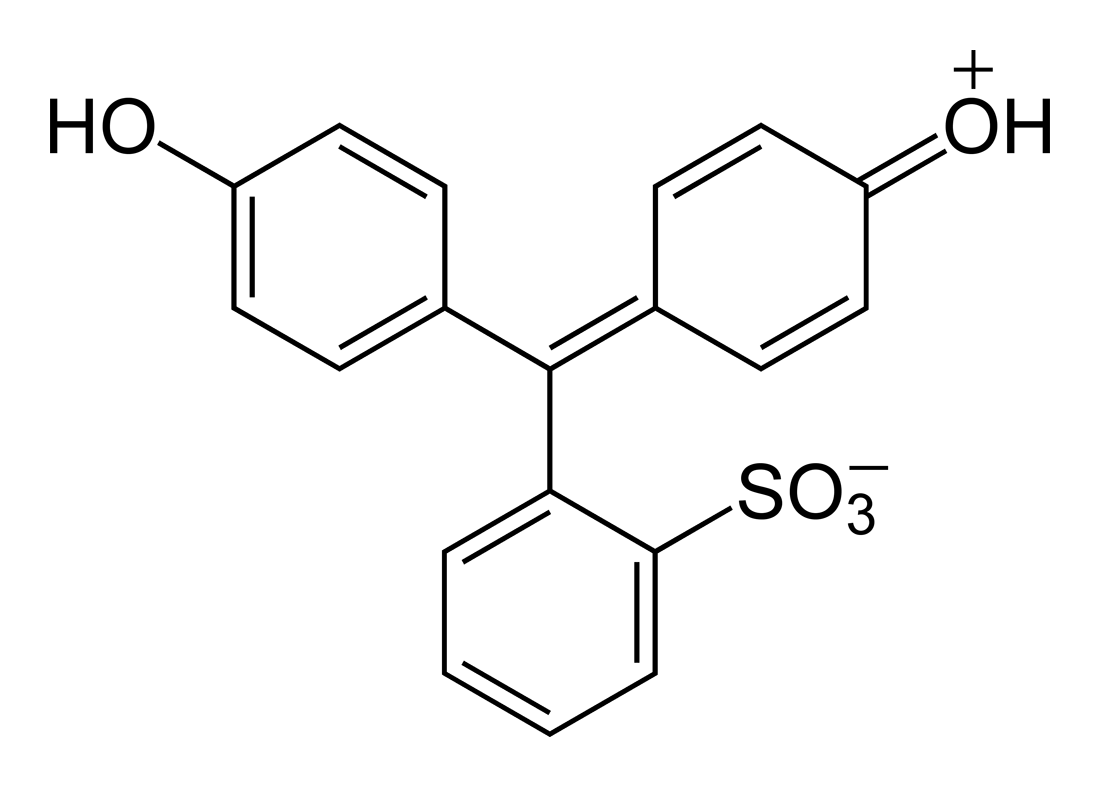
酚红
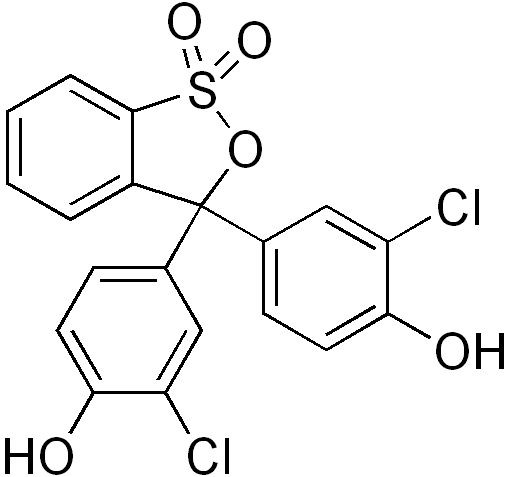
氯酚红（二氯酚磺酞）
甲酚紅
溴甲酚紫
溴甲酚綠

孔雀绿类染料
孔雀石綠
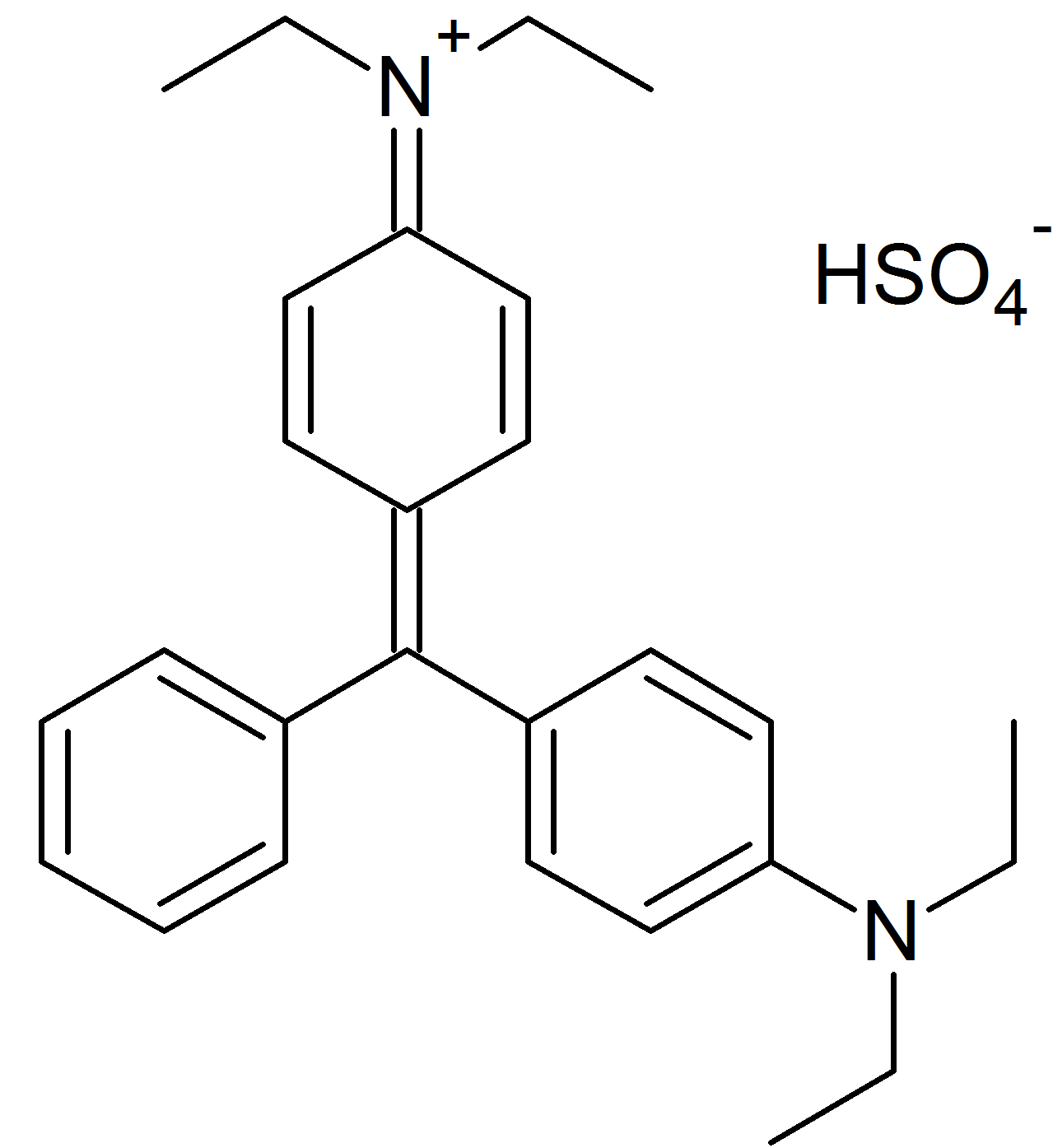
煌綠
亮蓝FCF

- 甲基紫类：

甲基紫2B
甲基紫6B
甲基紫10B

- 品红类：

品红类染料
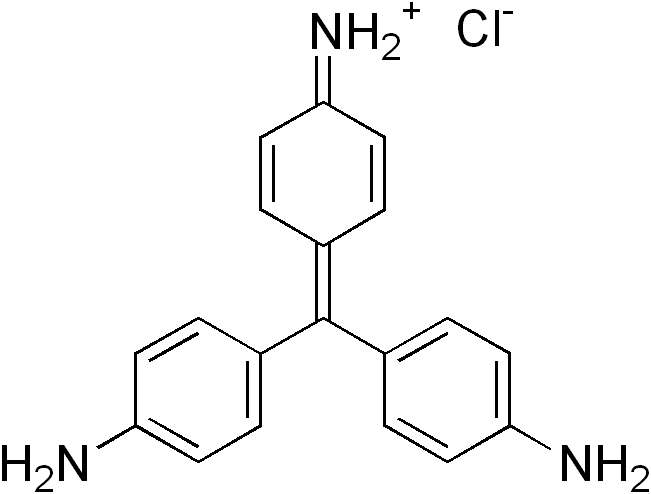
副玫瑰苯胺
品红（盐酸盐）
New fuchsine
酸性品红

- 酚类：

- 酚类染料
- 酚酞
- 酚红
- 氯酚红（二氯酚磺酞）
- 甲酚紅
- 溴甲酚紫
- 溴甲酚綠

- 孔雀绿类：

- 孔雀绿类染料
- 孔雀石綠
- 煌綠
- 亮蓝FCF

- 结晶紫等
- 碱性槐黄：二芳基甲烷染料

## 优缺点
- 优点：染色能力强、色光鲜艳
- 缺点：不耐洗、不耐晒

## 应用
- 用于动植物纤维、皮革、纸张的染色
- 可用作复写纸、打字纸的染料

## 制法
- 芳基甲烷染料可由甲醛或光气与芳烃或取代芳烃反应生成